# Метеорограф
Метеоро́граф (др.-греч. μετέωρος — поднятый вверх, небесный) — прибор для одновременной регистрации температуры, давления и влажности воздуха, а иногда и скорости воздушного потока; поэтому метеорограф как бы объединяет термограф, барограф, гигрограф, а при необходимости и анемограф.

## История
В начале XX века метеорограф записывал ходы многих метеорологических элементов на одной общей бумажной ленте.
Метеорограф Секки записывал одновременно давление воздуха, температуру и влажность его, направление и силу ветра и осадки.